# Тетис регио
Област Тетис или Тетис регио (лат. Thetis Regio) је једна од 22 вулканске области на површини планете Венере. Једна је од тек две области које се налазе на самом екватору (друга је Овда регио), на крајњем источном делу континента Афродита тера, на координатама 11,4° јужно и 129,9° источно (сходно планетоцентричном координатном систему +Е 0-360). Протеже се у дужини од око 2.500 километара, док је просечна ширина око 1.500 километара и њене димензије су компарабилне са димензијама западне Европе.
У односу на околно земљиште уздиже се и до 4.000 метара.
Област је име добила по једној од Нереида из старогрчке митологије и мајци највећег античког јунака Ахила Тетиди, а име области утврдила је Међународна астрономска унија 1982. године.